# Allumiere
Allumiere là một đô thị ở tỉnh Roma, vùng Latium của Italia, nằm ở vị trí khoảng 60 km về phía tây bắc của Roma. Vào thời điểm ngày 31 tháng 12 năm 2004, đô thị này có dân số 4.186 người và diện tích là 92,2 km².
Allumiere giáp các đô thị: Civitavecchia, Santa Marinella, Tarquinia, Tolfa.
Allumiere được chia thành các contrade theo truyền thống: Burò, Ghetto, La Bianca, Nona, Polveriera, và Sant'Antonio.
Allumiere được thành lập cuối thế kỷ 15.